# Aiguillon (Lot-et-Garonne)
Aiguillon [ɛɡɥijɔ̃] ist eine Gemeinde mit 3983 Einwohnern (Stand 1. Januar 2022) in Frankreich im Département Lot-et-Garonne in der Region Nouvelle-Aquitaine.

## Geografie
Die ehemalige Bastide Aiguillon liegt am linken Ufer des Lot, unweit von seiner Einmündung in die Garonne. Da der Mündungsabschnitt mit Schiffen nicht befahrbar ist, zweigt beim gegenüberliegenden Siedlungsteil Le Passage von Aiguillon der kleine Kanal Le Canalet nach rechts ab, der die Wasserfahrzeuge weiter nach Nicole weiter stromabwärts geleitet, wo eine Schleuse den Abstieg in die Garonne ermöglicht.

## Geschichte
Aiguillon trug früher nur den Titel einer Baronie. König Henri IV. erhob in seinen Briefen von Blois im August 1599, die Baronien Aguillon, Montpezat, Sainte-Livrade und Dolmayrac zum Herzogtum mit Pairswürde für Henri de Lorraine, ältester Sohn von Charles II. de Lorraine, duc de Mayenne. Das neue Herzogtum Aiguillon ist durch den kinderlosen Tod seines Fürsten 1621 erloschen.
Es wurde jedoch wieder errichtet, 1634 zu Gunsten von Antoine de L’Age und 1638 für Marie-Madeleine de Vignerot. Diese Familie führte das Herzogtum bis zur Französischen Revolution weiter. Ein interessanter Herzog aus dieser Abstammung war Emmanuel-Armand de Vignerot du Plessis de Richelieu, der im 18. Jahrhundert eine fragwürdige Rolle am französischen Hof spielte.

## Bevölkerungsentwicklung
| Jahr      | 1962 | 1968 | 1975 | 1982 | 1990 | 1999 | 2011 | 2018 |
| Einwohner | 3409 | 3754 | 3867 | 4121 | 4169 | 4219 | 4283 | 4416 |

Quellen: Cassini und INSEE

## Städtepartnerschaft
Seit 1958 ist die belgische Stadt Visé in Wallonien Partnerstadt von Aiguillon.

## Verkehr
Aiguillon liegt an der Bahnstrecke Bordeaux–Sète und wird im Regionalverkehr mit TER-Zügen bedient.

## Sehenswürdigkeiten

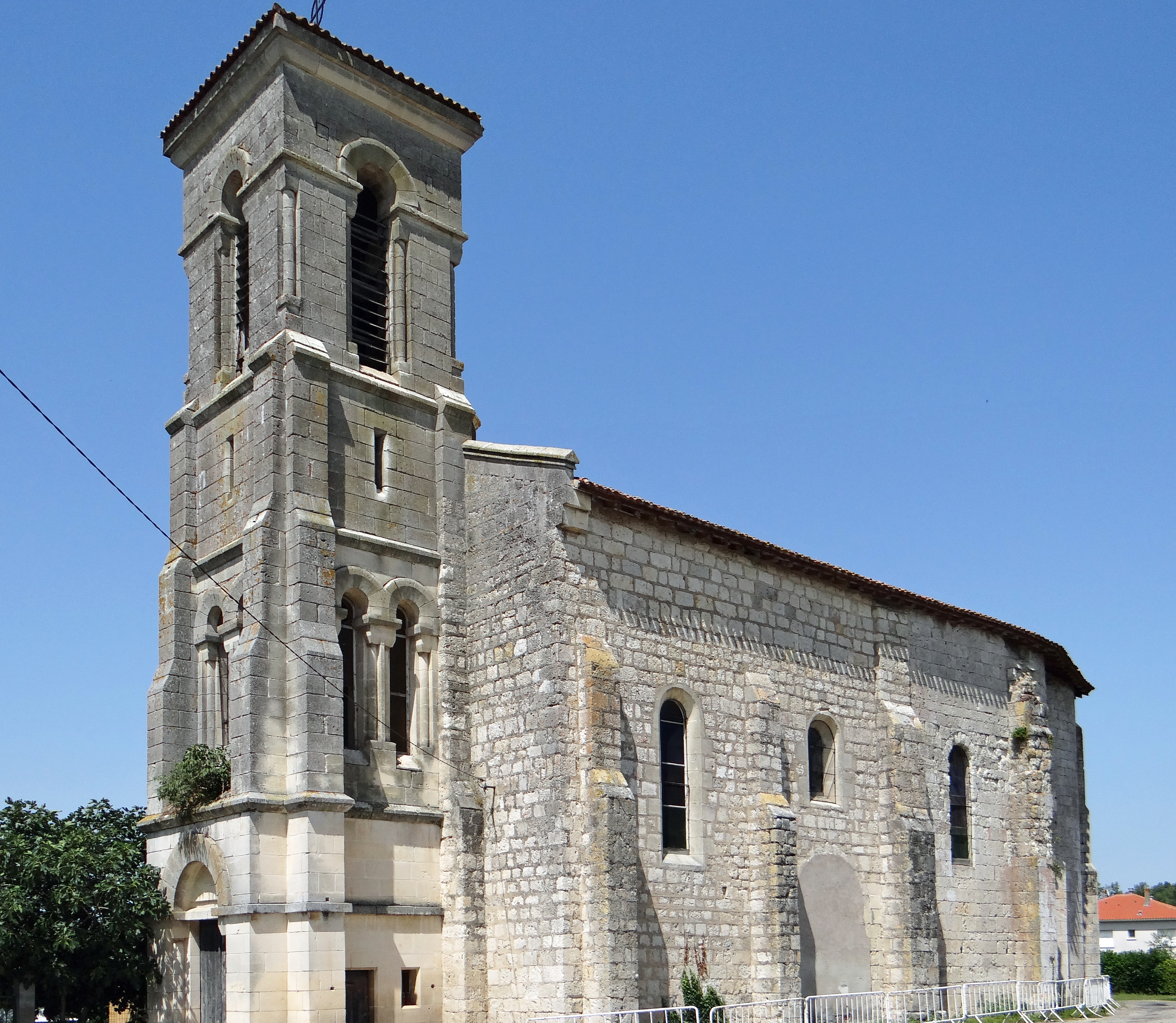
Kirche Saint-Côme

- Altstadt mit Fachwerkhäusern und Resten der Befestigung
- Schloss Lunac (12. Jahrhundert)
- Schloss der Herzöge (derzeit Lycée-Stendhal)
- Museum Raoul Dastrac in der ehemaligen Kapelle Notre-Dame du Lot
- Kirche Saint-Félix
- Kirche Saint-Côme (12. Jahrhundert)

## Persönlichkeiten
- Marouane Chamakh (* 1984), marokkanisch-französischer Fußballer
- Raoul Dastrac (1891–1969), Maler
- Marc de Ranse (1881–1951), Komponist, Organist, Dirigent und Musikpädagoge
- Fernand Sabatté (1874–1940), Historienmaler

## Sonstiges
Der am 19. Oktober 1968 entdeckte Asteroid (1918) Aiguillon trägt seit 1979 den Namen der Gemeinde.